# Cussonia transvaalensis
Cussonia transvaalensis là một loài thực vật có hoa trong Họ Cuồng cuồng. Loài này được Reyneke mô tả khoa học đầu tiên năm 1984.